# Червона Поляна (Брагінський район)
Червона Поляна — (біл. пасёлак Чырвоная Паляна), село (поселення) в складі Брагінського району розташоване в Гомельській області Білорусі. Село підпорядковане Маложинській сільській раді і в ньому мешкає 13 осіб (станом на 2004 рік).
Поселення Червона Поляна розташоване на південному сході Білорусі, в південній частині Гомельської області, за 25 кілометрів східніше від районного центру Брагіна.